# (30924) 1993 RC2
1993 أر سي 2 (ويعرف أيضًا باسم (30924) 1993 أر سي 2 وفق تسمية الكوكب الصغير) (بالإنجليزية: 1993 RC2)‏ هو كويكب ضمن حزام الكويكبات؛ وترتيبه 30924 من حيث الاكتشاف.
اكتُشف هذا الجُرم الفلكي بواسطة Kin Endate ‏ في 15 سبتمبر 1993.

## وصلات خارجية
- (30924) 1993 RC2 في قاعدة بيانات مختبر الدفع النفاث لأجرام النظام الشمسي الصغيرة

- الاكتشاف · مخطط المدار ·  العناصر المدارية · المعلمات المادية

- (30924) 1993 RC2 على موقع ويكي سكاي: DSS2, SDSS, GALEX, IRAS, Hydrogen α, X-Ray, Astrophoto, Sky Map, Articles and images